# Johannes Adam von Nettinghofen

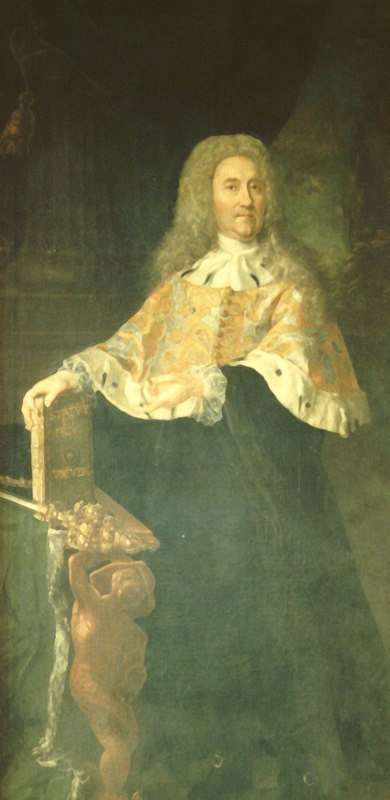
Porträt des Wiener Universitätsrektors Johannes Adam Edler von Nettinghofen

Johannes Adam Edler von Nettinghofen (Nettekoven) (* um 1680 in Rheinbach; † 2. November 1738 in Wien) war ein deutscher Jurist (Dr. jur. utr.), der als Rektor der Universität Wien in den böhmischen Ritterstand aufgenommen wurde und den Titel Niederösterreichischer Regimentsrat trug.

## Leben
Nettinghofen wurde in Rheinbach geboren und wuchs im benachbarten Meckenheim als Sohn einer Halfenfamilie auf. Obwohl sein Vater als Pächter des kurfürstlichen Kölnhofs zu Meckenheim durchaus Ansehen genoss und über einen gewissen Wohlstand verfügte, verlief die Karriere Nettinghofens – gemessen an den sozialen Verhältnissen seiner Zeit – für einen jungen Mann bäuerlicher Herkunft dennoch ungewöhnlich.
Nach der Aufnahme an der Artesfakultät der Universität Köln und einem weiterführenden juristischen Studium an einer bis dato nicht bekannten Hochschule kam er 1705 an die juristische Fakultät der Universität Wien. 1728 wurde er Dekan dieser Fakultät und 1731 Rektor der Universität.
Am 4. Juni 1732 wurde Johannes Adam Nettinghofen in den böhmischen Ritterstand erhoben. Zudem trug er den Titel Niederösterreichischer Regimentsrat.
Seiner Heimatstadt Meckenheim blieb er zeitlebens eng verbunden. Der dortigen Kirche stiftete er unter anderem im Jahre 1730 eine neue Orgel.